# Adiafora
Adiafora (l.mn. od stgr. ἀδιάφορον, adiaphoron – obojętne) – rzecz czy kwestia moralnie obojętna. Pojęcie wywodzi się z filozofii starożytnej. Następnie zostało przejęte przez chrześcijaństwo, gdzie oznacza obrządek, zwyczaj, ceremoniał, który jest dopuszczalny, ale nie nakazany.

## Filozofia
Termin pojawił się w filozofii hellenistycznej. Wprowadzony został przez stoików, dla których oznaczał rzeczy, które sytuują się między moralnym dobrem (cnotami) a złem (wadami). Były to np. życie i śmierć, zdrowie i choroba, młodość i starość, piękno i brzydota, bogactwo i bieda. Obojętność tych rzeczy miała charakter moralny, gdyż np. dla ciała (dla biologicznej części człowieka) niektóre z nich były korzystne, a inne szkodliwe (przy czym nadrzędne znaczenie miała ich wartość wobec cnoty) . 
Stoicy różnili się co do traktowania rzeczy obojętnych. Część z nich  (np. Ariston z Chios, Herillos z Kartaginy) uważała, że adiofora są rzeczami całkowicie obojętnymi i nie powinny być traktowane jako godne pożądania. Powinno się wobec nich przyjmować postawę obojętności (adiaforia). Z kolei inni (np. Zenon z Kition, Chryzyp) uważali, że ze względu na ich wartość dla części biologicznej człowieka, niektóre adiafora są wartościowe i godne wyboru (zasługują na uznanie i są cenione), a inne są bezwartościowe (nie zasługują na uznanie i nie są cenione) .
Pojęcie to występowało również u sceptyków, którzy nadawali mu znaczenie ontologiczne. Dla sceptyków rzeczy pozbawione były istotnych ontologicznie różnic, były nieokreślone, "pozbawione zróżnicowań" (adiafora). Stąd Pyrron z Elidy wyciągał konieczność powstrzymania się od opowiadania się za jakąkolwiek z nich i przyjęcia postawy afazji i beznamiętności .
U cynika adiaforia Hegezjasza oznacza postawę zdystansowania wobec życia, pozwalającą uodpornić się na zło . 
Pojęcie to znalazło się także w etyce Kanta, który odróżnia dobrą wolę moralną mającą wartość konieczną od rzeczy mających wartość niekonieczną, ale godnych pożądania.

## Protestantyzm
W tradycji luterańskiej za adiaforę uważa się np. obrazy lub rzeźby w kościele. Mogą one być częścią wystroju świątyni, ale nie są obiektem kultu i pełnią jedynie funkcję dekoracyjną lub edukacyjną, nie odgrywają natomiast żadnej roli w istocie nabożeństwa i dlatego w wielu kościołach luterańskich obrazów nie ma. Tymczasem kościoły katolickie i prawosławne praktykują kult obrazów, więc nie uznają ich za adiaforę.
W tradycji ewangelicko-reformowanej, prezbiteriańskiej, kongregacjonalnej, baptystycznej, adwentystycznej i zielonoświątkowej podejście do obrazów, rzeźb, czy bogatych szat liturgicznych jest bardziej surowe. Wyznania te nie zalecają umieszczania obrazów w świątyniach, choć zdarzają się wyjątki (np. w niektórych kościołach występują witraże). Typowym elementem wystroju Kościoła reformowanego jest tzw. trójdźwięk liturgiczny, na który składa się pusty krzyż (bez postaci Chrystusa cierpiącego), ambona i chrzcielnica.